# Apophysius bakeri
Apophysius bakeri är en stekelart som beskrevs av Joseph Augustine Cushman 1922. Apophysius bakeri ingår i släktet Apophysius och familjen brokparasitsteklar. Inga underarter finns listade i Catalogue of Life.